# M'haya

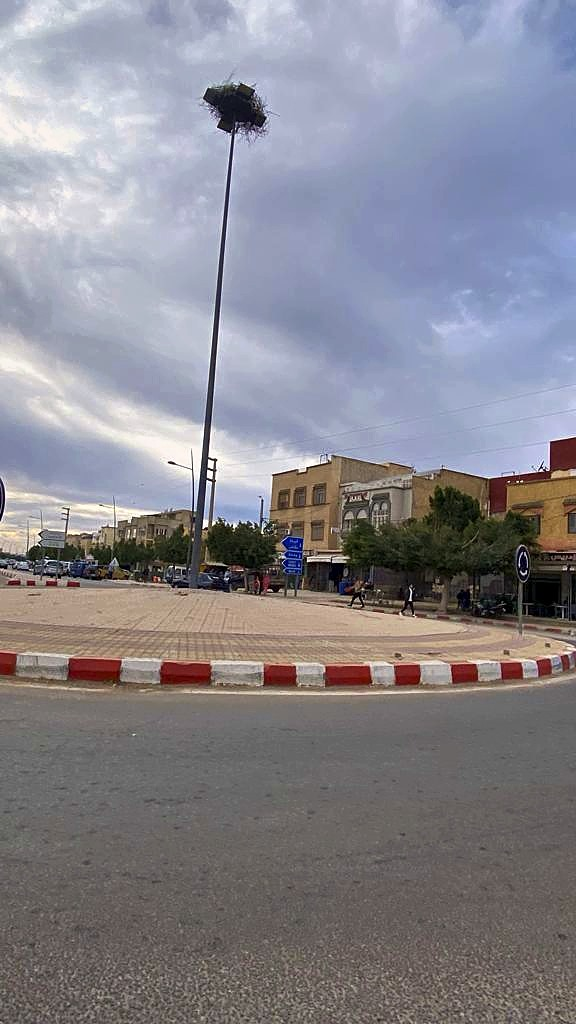
مدار جماعة المهاية

M'haya (en arabe : المهاية) est une ville du Maroc. Elle est située dans la préfecture de Meknès de la région de Fès-Meknès.